# Tales
Tales Milećanin (grč.: Θαλῆς ὁ Μιλήσιος; Milet, Mala Azija, 640. ili 624. pr. Kr. – oko 547. pr. Kr.), grčki filozof predsokratovac, tradicionalno se smatra prvim zapadnjačkim filozofom i ocem znanosti.

## Život
Prema doksografu Diogenu Laertiju, koji se poziva na Herodota, Durisa sa Samosa i Demokrita, Tales je bio feničkog porijekla; otac mu se zvao Heksamija, a majka Kleobulina. Nije sigurno je li se rodio u Miletu, ili je građaninom Mileta postao nakon što je prognan iz Fenicije. Apolodor u svojoj Kronologiji iznosi da je Tales rođen prve godine 35. olimpijade (640. pr. Kr.). Prema drugim izvorima, Tales je rođen za vrijeme 39. olimpijade (624. pr. Kr.).
Neki ga izvori opisuju kao samotnjaka. Priča se da je majci, koja ga je nagovarala da se oženi, odgovorio da je prerano; da bi joj kasnije, kad je opet navaljivala, rekao da je vrijeme za to prošlo. Upitan »Zašto nema djecu?«, kazao je: »Zbog toga što volim djecu.« Prema jednima, nikad se nije ženio, a usvojio je sina svoje sestre; prema drugima, oženio se i imao sina po imenu Kibist.
Govori se da je umro prateći atletsko natjecanje, u vrijeme 58. olimpijade:
»[…] od vrućine, žeđi i slabosti, već u godinama. I na njegovom je grobu natpis:
Mali je ovaj grob – ali slava dopire do neba – 
Ovo je mjesto najmudrijeg Talesa.«

## Anegdote
Anegdote o Talesu svjedoče da on nije bio samo dubok mislilac, nego vješt i u privatnim i javnim poslovima.

### Mlin za masline
Diogen Laertije piše: »Hijeronim s Roda priča da je Tales, u želji da pokaže kako je lako obogatiti se, predviđajući da će biti dobar rod maslina, uzeo u zakup sve mlinove maslina i tako nagomilao čitavo bogatstvo.«
Istu su anegdotu prenijeli i Ciceron i Aristotel, koji u Politici piše ovako:
»Jer kad su mu prigovorili zbog njegova siromaštva kako je filozofija beskorisna, on je – kažu – doznavši na temelju zvjezdarstva da će tê godine biti dobar urod maslinâ, već zimi s ono malo novaca što je imao veoma povoljno zakupio sve tijeskove za ulje u Miletu i na Hiju, jer nitko nije više novaca nudio. Kad je zatim pravo vrijeme došlo, i nenadano su se i istodobno tražili mnogi tijeskovi, iznajmljivao ih je po koliko je on htio, pa je, zaradivši mnoge novce, pokazao kako je filozofima lako obogatiti se, kad to ushtjednu, ali to nije ono oko čega oni nastoje. Govori se dakle kako je na taj način Tales dokazao svoju mudrost.«

### Tales i Krez
Talesu se pripisuje skretanje toka rijeke Halis, čime je Krezovoj vojsci omogućio njen prelazak bez gradnje mosta.
Herodot u Povijesti piše o tome:
»Kad je Krez stigao do rijeke Halisa, tamo je – kako ja tvrdim – preveo vojsku preko mostova što su na tom mjestu već postojali, a – prema općeprihvaćenoj priči Grka – preveo mu ju je Tal[es] iz Mileta. Naime, Krez je bio u nedoumici kako bi mu vojska prešla rijeku (jer u to se vrijeme oni mostovi još nisu ondje nalazili), a – po toj priči – Tal[es], koji je tada upravo bio u logoru, uspio mu je učiniti da rijeka koja je tekla s lijeve strane vojske počne teći s njezine desne strane; to je učinio ovako: započeo je iznad logora kopati dubok jarak u obliku polumjeseca, kako bi obuhvatio logor koji je njime bio ograđen sa stražnje strane, te je rijeku kroz taj jarak odveo iz njezina starog korita i opet ju je, zaobišavši logor, u nj vratio, pa je tako odavde bila rijeka podijeljena na dva dijela i na oba se mjesta mogla prijeći. A drugi kažu da je stari tok rijeke sasvim presušio. No u to ne vjerujem: kako bi ga u tom slučaju prešli na povratku?«
Herodot se prisjeća Talesove mudrosti u javnim stvarima i u drugim prilikama: on je, predviđajući da će pojedine grčke gradove u Maloj Aziji pokoriti Perzijanci, »predlagao Jonjanima da osnuju jedinstveno vijeće, smješteno u Teju (naime, Tej je središnja točka Jonije), a da se ostali gradovi i dalje jednako naseljavaju, premda bi se smatrali samo općinama«.
Diogen Laertije još iznosi podatak da je Tales spriječio protuperzijski savez Milećana s Krezom, predvidjevši da će Kir Veliki poraziti Kreza.

### Pad u bunar
Platon,  i Diogen Laertije opisuju zgodu kada je Tales jedne noći tako zadubljen motrio zvijezde, da nije vidio kuda hoda, te je pao u jamu (ili bunar). Zvao je u pomoć, na što mu se neka duhovita robinja, Tračanka, (prema Diogenu Laertiju, starica) narugala: »E, Talese, ti nisi kadar vidjeti što ti je pred nogama, a htio bi spoznati što je na nebu.« 

### Glas o Talesovoj mudrosti
Tales je prvi dobio nadimak filozofa – bilo je to za arhonta Damasipa (582. – 581. pr. Kr.). To potvrđuje i Platon koji, govoreći o »najobrazovanijima u filozofiji i govorima«, kaže: 
»Ima ih i sada, a bilo ih je i negda, koji su upravo to opazili da živjeti na spartanski način znači kudikamo prije voljeti mudrost više nego gimnastiku. […] Ovakav je bio i Tales Milećanin i Pitak Mitilenjanin i Bijant Prijenjanin i naš Solon i Kleobul Lidijac i Mizon Henjanin, a kao sedmi se među njih ubrajao Lakedemonjanin Hilon. Svi ti bijahu oponašatelji, ljubitelji i učenici spartanskog odgoja. I možeš razabrati da su njihova mudrost kratke rečenice vrijedne spomena što ih je svaki izrekao.«
Premda različiti izvori nisu usklađeni po pitanju bilo imena bilo broja tih drevnih mudraca, Talesovo je ime na svim popisima neizostavno navedeno.
Predaja kaže i da je »neki od Krezovih prijatelja od kralja primio zlatan pehar da ga preda najmudrijem među Helenima, i on ga je predao Talesu.«
Postoji priča da su miletski ribari slučajno izlovili neki tronožac. Oko tronošca nastala je prepirka, te su odlučili otići po savjet u Delfijsko proročište. Proročanstvo je glasilo: »Tko je prvi u mudrosti, njegov je tronožac.« Tako su tronožac predali Talesu.

## Mudre izreke
Talesu se pripisuju sljedeći citati:
»Najstarija od svih stvari je bog, jer on se nije rodio.«
»Najljepša stvar je svijet, jer je djelo božje.«
»Najveći je prostor, jer on obuhvaća sve stvari.«
»Najbrži je um, jer on trči svuda.«
»Najsilnija je nužda, jer ona vlada svima.«
»Najmudrije je vrijeme, jer ono pronalazi sve.«
Pozivajući se na Živote Hermipa iz Smirne, Diogen Laertije kaže da je Tales govorio kako sudbini duguje zahvalnost zbog triju stvari: »Prvo, jer sam rođen kao čovjek, a ne kao životinja; zatim što sam rođen kao muškarac, a ne kao žena; treće, što sam Helen, a ne barbar.«
Govorio je da se smrt i život ne razlikuju. Na pitanje »Zašto onda ne umre?«, odgovorio je: »Zato što nema nikakve razlike.«

Na pitanje »Što je bilo prije, noć ili dan?«, odgovorio je: »Noć je za jedan dan starija«.

Na pitanje »Može li čovjek sakriti zlo djelo od boga?«, odgovorio je: »Ne, pa čak ni samu misao.«

Na pitanje »Što je teško?«, odgovorio je: »Spoznati samoga sebe.«

Na pitanje »Što je lako?«, odgovorio je: »Dati drugome savjet.«

Na pitanje »Što je najugodnije?«, odgovorio je: »Uspjeh.«

Na pitanje »Što je božansko?«, odgovorio je: »Ono što nema ni početka ni kraja.«

Na pitanje »Što je najneobičnije?«, odgovorio je: »Tiranin u godinama.«

Na pitanje »Kako čovjek najlakše može podnijeti nesreću?«, odgovorio je: »Kad vidi da su njegovi neprijatelji u gorem položaju.«

Na pitanje »Kako najbolje živjeti?«, odgovorio je: »Ako sami ne činimo ono što kod drugih osuđujemo.«

Na pitanje »Tko je sretan?«, odgovorio je: »Onaj tko ima zdravo tijelo, okretan duh i pristupačnu prirodu.«

## Spisi
Od Talesovih filozofskih ili znanstvenih spisa ništa nije sačuvano. Do danas je neodgovoreno pitanje je li Tales uopće pisao, no teško bi bilo povjerovati da on nije pravio bilješke dok je proučavao primjerice visinu piramida ili dokazivao svoje geometrijske teoreme.
Simplikije  Talesu pripisuje izgubljeni spis Nautička astronomija. Diogen Laertije osporava pak to autorstvo i djelo pripisuje Foku sa Samosa. Drugi su Talesu pripisivali »samo dvije rasprave«, O solsticiju i O ekvinociju, »jer je mislio da se ostalo ne može saznati«.Lobon iz Argosa kazao je da ono što je Tales napisao obuhvaća nekih dvjesto riječi.
Diogen Laertije prenosi tekst dvaju pisama što ih je Tales navodno napisao Ferekidu te Solonu.

## Učenje

### Geometrija
Tales se s geometrijom upoznao u Egiptu i prenio ju je u Grčku. Geometrija se razvila upravo u Egiptu – piše Euklidov komentator Proklo – iz potrebe čestog premjeravanja parcela zemlje nakon razornih poplava, koje su uništavale međe između posjeda.
U istom djelu Proklo Talesu pripisuje pet teorema elementarne geometrije:
- Promjer je prava crta koja prolazi kroz središte kruga i spaja dvije točke njegova oboda; takva crta također dijeli krug na dva jednaka dijela.
- U jednakokračnih trokuta, kutovi su uz osnovicu jednaki; a ako se jednake prave crte povuku dalje, kutovi pod osnovicom bit će jednaki.
- Ako se dvije prave crte sijeku, vršni kutovi što ih one tvore jednaki su.
- Ako dva trokuta imaju dva kuta jednaka i jednu stranicu jednaku, preostale su im stranice i preostali kut također jednaki.
- Obodni kut nad promjerom kružnice pravi je kut.

Tales svoje teoreme nije formalno dokazao. On je svoje propozicije, čini se, »dokazivao« induktivno, empirijski: ponovljenim je pokusima pokazao da su njegove propozicije točne i smatrao je opravdanim da se rezultati takvih eksperimenata prihvate kao dokazi.
Po Talesu je ime dobio Talesov poučak, koji ipak valja pripisati Euklidu, koji je u svojim Elementima dokazao proporcionalnost površine trokuta jednake visine. 
Diogen Laertije prenosi da je Tales izmjerio visinu piramida prema njihovoj sjeni, promatrajući je u trenutku kada je naša sjena iste dužine kao naše tijelo.

### Astronomija
Diogen Laertije nabraja Talesove spoznaje i zasluge iz polja astronomije:
»Kalimah za njega zna da je otkrio zviježđe Malog medvjeda […] Izgleda da je, prema nekim autorima, prvi proučavao astronomiju, da je prvi predskazao Sunčeve pomrčine i utvrdio ravnodnevnice. […] On je bio također prvi koji je utvrdio kretanje Sunca od solsticija do solsticija i, prema tvrđenju nekih autora, on je prvi utvrdio veličinu Sunca (Sunčevog kruga), kao i veličinu Mjeseca (da iznosi sedamstodvadeseti dio Sunčevog kruga). […] Priča se da je ustanovio godišnja doba i da je godinu podijelio na tristošezdesetpet dana.«
Da je Tales »otkrio« Malog medvjeda zapravo znači da je prepoznao prednosti plovidbe prema Malom medvjedu, u suprotnosti s navadom Grka da se orijentiraju prema Velikom medvjedu. 

Moguće je da je znanje o dužini godine Tales stekao kod Egipćana. On svakako nije »ustanovio« godišnja doba, nego način na koji je mijenjanje nebeskog položaja Sunca kroz godinu povezano s klimatskim promjenama.
Pomrčina Sunca koju je Tales predvidio zbila se 28. svibnja 585. pr. Kr.

Herodot o tome piše:
»Medijci i Lidijci jedanput su vodili i noćnu bitku: kad su prenijeli rat u šestu godinu s neriješenim ishodom, dogodi se da se, dok se vodila borba, dan pretvori iznenada u noć. Tal[es] iz Mileta prorekao je Jonjanima da će se dogoditi takva promjena dana, odredivši točno i godinu u kojoj se izmjena zbila. Kad su Lidijci i Medijci vidjeli da je nastala noć umjesto dana, prekinu bitku i radije se i jedni i drugi požure međusobno sklopiti mir.«
Ovaj neuobičajeni fenomen zacijelo je kod obje zaraćene strane izazvao čuđenje, strah, osjećaj da nadolazi katastrofa ili da je na djelu neka strašna sila. I jedni i drugi protumačili su pomrčinu kao upozorenje; prekinuli su bitku i uspostavljen je mir. 

Tales je znao da se pomrčina zbiva kada Mjesec prođe ispred Sunca. Točan način na koji je Tales predvidio pomrčinu nije poznat.

### Filozofija prirode

#### Voda kao počelo
Problem koji je postavio Tales – i koji je bio središnji problem filozofa i Miletske škole i čitavog kozmološkog razdoblja grčke filozofije – jest odrediti što je arhé, to jest što je prapočelo svijeta, ono što nadživljuje svaku prolaznu promjenu, iz čega sve proizlazi i u što se sve vraća.
U svojem pokušaju racionalne interpretacije svega postojećega Tales je isključio svako objašnjenje koje bi se pozivalo na bogove ili na nadnaravna bića. Iz pokušaja objašnjenja svijeta (ovdje su »svijet«, »priroda« i »sve« sinonimi) Tales je prvi uklonio mit i time zaslužio epitet prvog filozofa.
Aristotelu su Talesove teorije bile očigledno različite od priča »drevnih pjesnika«, starih »bogoslova«, pa čak i onih koji, govoreći o počelima, »u svemu ne govore bajoslovno«. On Talesa smatra utemeljiteljem filozofije prirode i ovako piše o njegovoj kozmologiji:
»Od prvih mislilaca većina je samo ona tvarne vrste smatrala počelima svih stvari. Jer ono od čega su sva bića, te od čega prvo nastaju i u što se na kraju raspadaju, čemu bivstvo preostaje dok se mijenja u trpnostima – to kažu da je pratvar i počelo bićā; zbog toga misle kako ništa ne prestaje i ništa ne propada, jer se takva narav uvijek zadržava, kao što ni o Sokratu ne kažemo niti da uopće nastaje kad postane lijep ili obrazovan, niti pak da nestaje kad izgubi ta stanja, zbog toga što preostaje podmet, sam Sokrat. A isto tako ne nastaje i ne prestaje ništa ni od drugih stvari; jer mora biti nekakva narav (priroda), ili jedna ili više od jedne, iz koje nastaju sve ostale stvari, dok ona ostaje.
Međutim, svi ne drže isto što se tiče množine i vrste toga počela, nego Tales (začetnik takve filozofije) kaže kako je to voda (zbog čega je i izjavljivao da zemlja pluta na vodi), došavši možda do te pretpostavke jer je vidio da je hrana svemu vlažna i da sama toplina nastaje iz vlage i po njoj živi (a ono iz čega što nastaje to je i počelo svega) – dakle, od toga je izveo tu pretpostavku i zbog toga što sjemenje svih stvari ima vlažnu narav i što je vlažninama voda počelo naravi.«
Razlog Talesova odabira vode za počelo nesumnjivo je u njezinoj nužnosti za rast i ishranu živih bića, u njezinoj važnosti u svakodnevnom životu, pa i u opažanjima koliko je rijeka Nil značajna za Egipat. Moguće je da je do svoje teorije došao promatranjem meteoroloških pojava, uzrokovanih promjenom stanja vode, od krutog preko tekućeg do plinovitog.
U sljedećem pasusu Aristotel podsjeća da je prvenstvo vode imalo dugu povijest i prije Talesa, u mitologiji:
»Ima ih koji pretpostavljaju [to se vjerojatno tiče Platona (op. prev.)] kako i ljudi u davnini, mnogo prije sadašnjeg naraštaja, koji su prvi umovali o bozima, isto tako mišljahu o naravi. Oni su kao roditelje postanka postavili Oceana i Tetidu i kažu kako prisega bozima bijaše vodom koju pjesnici nazivahu Stiks.«

#### O Zemlji
Tales je ponudio odgovore na niz pitanja o Zemlji, njezinoj podlozi, njezinu obliku i veličini, kao i o uzrocima potresa, datumima solsticija te o veličini Sunca i Mjeseca.
Među ostalima, Talesu je i Aristotel pripisao tezu da Zemlja pluta na vodi, dodavši da je to po tom pitanju najstarija teorija. Tales je rečenu teoriju objašnjavao sljedećom analogijom: zemlja poput drveta i drugih supstancija ima sposobnost plutanja na vodi, ali ne i lebdenja u zraku. I u svojoj Metafizici, kako je već navedeno, Aristotel kaže: »[…Tales je] izjavljivao da zemlja pluta na vodi […]«. Teorija uzajamnog gravitacijskog privlačenja nebeskih tijela nastala je tek u novome vijeku pa Talesu nije mogla biti poznata.
Talesovo se gledište ne podudara sa zdravorazumskim očekivanjima. Sam je Tales, anticipirajući moguće prigovore, objašnjavao da zemlja pluta zbog jednog svojeg specifičnog svojstva, svojstva plutanja, sličnog onomu koje ima drvo. U prometnom lučkom gradu Miletu, Tales je imao mogućnosti promatrati dolazak i odlazak brodova s njihovim teretima težima od vode, te je mogao uvidjeti analogiju s balvanima koji plutaju. Moguće je da je Tales zamišljao neku osobinu – osobinu »plutanja« – koja bi bila zajednička i brodovima i Zemlji. Čini se da je Talesova postavka bila potkrijepljena i utemeljena na promatranju i obrazloženom promišljanju, čemu u prilog piše i Seneka.
Važno je primijetiti da Tales pritom nije spomenuo nijednoga od bogova, koji su se tradicionalno povezivali s elementima: ne spominju se ni mitski Okean ni Geja, nego upravo voda i zemlja.

#### Hilozoizam
Talesu se pripisuje i učenje da cio svijet prožima duša, odnosno da su sve stvari žive, učenje koje je on, čini se, potkrepljivao primjerima s magnetom i jantarom (fenomen električnog naboja). Na temelju promatranja dviju pojava u prirodi temelji se opća teza: Naime, ako nešto naoko neživo – kao što je stijena (kamen) ili smola – ima dušu (to jest, ima u sebi načelo vlastitoga gibanja, odnosno unutarnje načelo života), što je onda zapravo uopće neživo? 

Moglo bi se učiniti neobičnim što Tales pretpostavlja »život« u svim neživim stvarima na temelju opažanja izoliranog fenomena kakav je elektricitet magneta. No ako je jednak rezultat dobio izvevši i jednak pokus s jantarom, mogao je pomisliti da i svaka druga pojedinačna stvar u sebi ima tu istu moć (načelo), premda mi njezinu manifestaciju ne znamo uvijek prepoznati ili izazvati, te iz toga izvesti dalekosežan zaključak da je dakle cijeli kozmos živa stvar, koju hrani životvorna voda što ga sačinjava.

##### Duša ili bog?
Pitanje je li Tales u svojim teorijama pridavao uloge bogovima fundamentalno je. Diogen Laertije piše: »Aristotel i Hipija kažu da je i mrtvim predmetima pripisivao da imaju dušu ili život, dokazujući to magnetima i jantarom.« Samo nekoliko redaka niže međutim on kaže: »[Tales je] učio da je svijet živ i pun božanstava (demona).«
Aristotel u spisu O duši govori da je Tales smatrao kako je duša na neki način uzrok kretanja, pokretačka sila, jer magnet ima dušu jer može pokretati željezo. No, nešto dalje on piše: »Neki misle da duša prožima čitav svijet, odakle je možda došlo Talesovo gledište da je sve puno bogova.«
Aristotelov izvor za navodno Talesovo gledište da je sve puno bogova nepoznat je, no neki – s nepravom – smatraju da je to Platon. Platon je naime preoblikovao izvornu ideju duše u teoriju po kojoj su sve stvari pune bogova – i to je možda bio Aristotelov izvor – no on ni u jednom svojem relevantnom pasusu ne pripisuje Talesu tezu da je 'sve puno bogova'.
Kasniji komentatori, među kojima i Ciceron, opet su uključili bogove u Talesovu teoriju. Međutim, takva su gledišta iskrivljena stoičkim teističkim doktrinama. 
Ideja bogova koji bi djelovali u svijetu suprotna je Talesovom materijalizmu. Tales je za opisivanje stvarnosti odabrao jedan od elemenata, a pokretačka sila u osnovi svih prirodnih događanja nije neko nadnaravno biće ili bića, već sila unutar prirode same. Stoga je njegovo učenje ispravno smatrati hilozoističkim: sama je materija prožeta životom, i nju ne pokreću nikakve izvanjske sile, različite od nje same.

## Talesov značaj
Tales je prva osoba o kojoj znamo da je ponudila objašnjenja prirodnih fenomena koja su bila materijalističke a ne mitološke ili teološke prirode. Njegove su teorije bile nove, hrabre i razumljive; one su bile racionalne i znanstvene. Aristotel je priznao Talesa kao prvog filozofa i kritizirao njegove pretpostavke na znanstven način.

Najveća su Talesova dostignuća: traganje za znanjem radi samog znanja, razvoj znanstvene metode, usvajanje praktičnih metoda i njihov razvoj do općih načela, radoznalost spram prirodnih fenomena. On je u 6. st. pr. Kr. postavio pitanje »Od čega se sastoji svemir?«, na koje se još traži odgovor.
U dugoj povijesti filozofije mnogi su se filozofi spominjali Talesa i pokušali ga karakterizirati na neki način. Općenito mu se priznaje da je donio nešto novo ljudskoj misli. Matematika, astronomija i medicina već su postojale. Tales je dodao ponešto tim različitim poljima znanja kako bi proizveo univerzalnost, koja – sudeći po danas preostalim izvorima – nije bila odlika dotadašnje tradicije, nego utemeljila nov, znanstveni pristup.
Odgovori na pitanje u čemu se točno sastoji novina Talesova pristupa ugrubo se mogu podijeliti u dvije kategorije: novina teorije i novina metode.

#### Novina teorije
Uz Talesa se vežu pojmovi materijalizma i filozofije prirode. Mnogi se slažu da je Talesovu teoriju obilježio monizam. Bertrand Russell kaže: 
»Stav da je sva materija jedno posve je hvalevrijedna znanstvena hipoteza. Što se tiče iskustva, blizina mora čini više nego vjerojatnim da će netko primijetiti kako sunce isparava vodu, kako se maglice dižu s površine i stvaraju oblake koji opet nestaju u obliku kiše. Prema ovom stajalištu, zemlja je oblik koncentrirane vode. Pojedinosti, dakle, mogu biti prilično maštovite, ali je ipak prava mastorija otkriti da materija ostaje ista u različitim agregatnim stanjima.«

#### Novina metode
Talesovo je učenje novo i po svojoj metodi. Edmund Husserl kaže da filozofski pristup – započet s Talesom – predstavlja novu kulturnu konfiguraciju temeljenu na odbacivanju tradicije u korist istraživanja onoga što je istinito po sebi, tj. ideala istine. Sve započne s izoliranim pojedincima kao što je Tales, no oni s vremenom zadobiju potporu i suradnju. Naposljetku se ideal preobrazi u društvenu normu, nadilazeći nacionalne granice.

## Vanjske poveznice
- (eng) O Talesu (The Internet Encyclopedia of Philosophy)
- (eng) O Talesu  Arhivirana inačica izvorne stranice od 10. veljače 2005. (Wayback Machine) (Arhiv Turnbull)